# Лукьяновка (Баштанский район)
Лукья́новка (укр. Лук’янівка, до 2016 г. — Ле́нино, ранее Барвинцовка) — село в Баштанском районе Николаевской области Украины.
Основано в 1782 году. Население по переписи 2001 года составляло 565 человек. Почтовый индекс — 56123. Телефонный код — 5158. Занимает площадь 1,202 км².
В селе родился Герой Советского Союза Григорий Лебедь.

## Местный совет
56123, Николаевская обл., Баштанский р-н, с. Лукьяновка, ул. Центральная, 20